# غواص
غواص به کسی که مهارت شنا و تحرک در زیر آب را با یا بدون وسایل تنفسی بلد باشد گفته می‌شود.
در دوران خشایارشا، ایرانیان از غواصان برای بیرون کشیدن صندوقچه‌های طلا و اشیاء کشتی‌های غرق شده استفاده می‌نموده‌اند.
آثار حاصل از حفاری‌های باستان‌شناسی نشان می‌دهد که قرن‌ها قبل از میلاد، ساحل‌نشینان خلیج فارس قرن هاست از این فن برای تحصیل مروارید استفاده می‌نمودند.امروزه غواصان با تجهیزات و تکنولوژی فن شناوری را با مقاصد تفریحی، تمرینی، نظامی، اکتشافی و مهندسی انجام می دهند.
1. ↑  "Frogman | naval personnel | Britannica". www.britannica.com (به انگلیسی). Retrieved 2023-05-12.